# Jan Griffier I

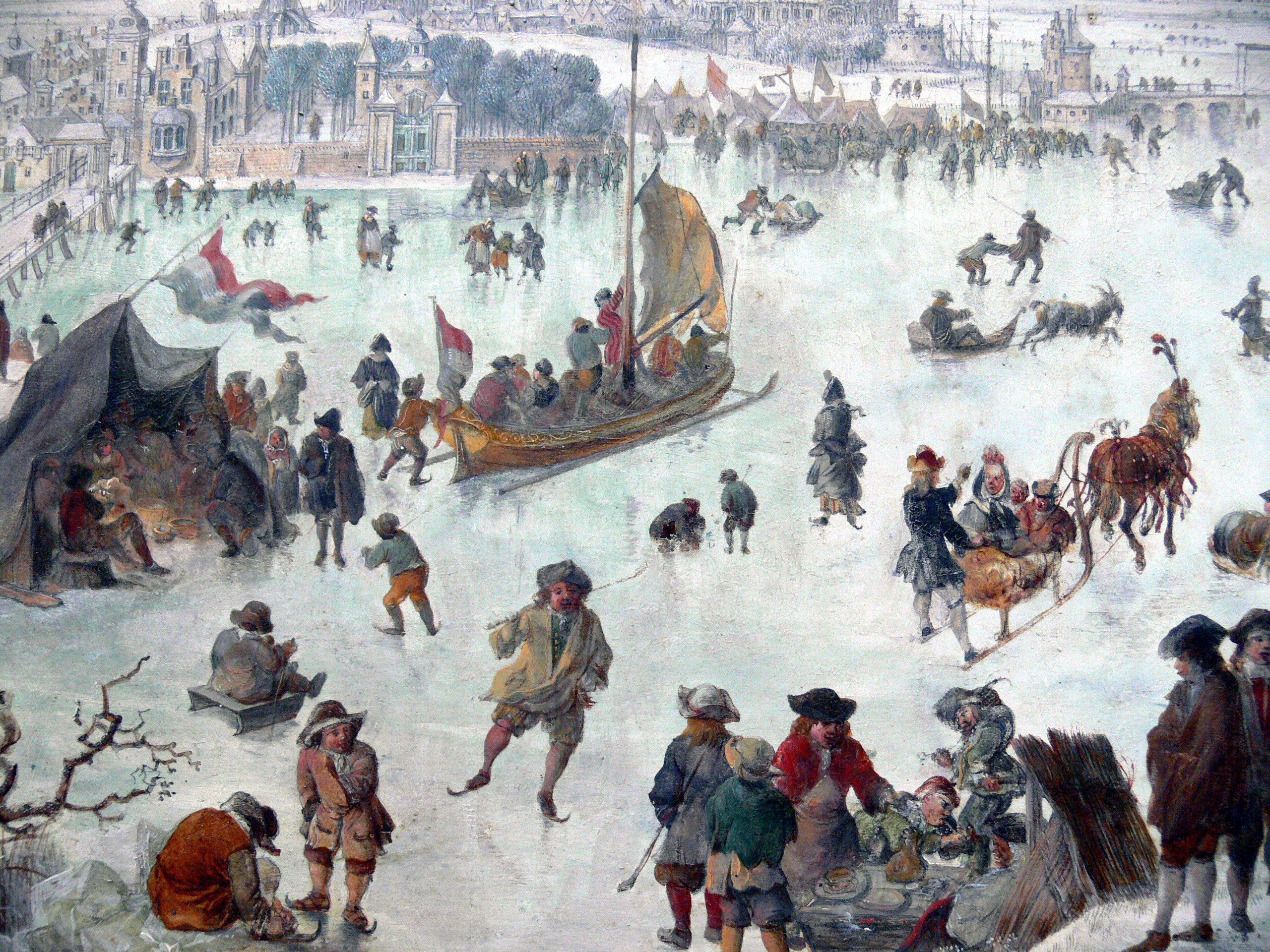
Divertimenti invernali - particolare

Jan o John Griffier I (Amsterdam, 1645 o 1652 o 1656 – Londra, 1718) è stato un pittore e incisore olandese del secolo d'oro, specializzato in pittura di paesaggi.

## Biografia
Iniziò a lavorare come falegname, ma quest'occupazione non gli piaceva. Tramite l'amicizia con un ragazzo che decorava ceramica, passò anch'egli alla decorazione di piastrelle e ceramiche e iniziò a studiare la pittura floreale.
Infine divenne allievo del pittore paesaggista Roelant Roghman, di Philips Wouwerman e si specializzò ulteriormente presso Jan Looten a Londra, dove si era trasferito nel 1666 o nel 1667. Sembra anche che Griffier avesse chiesto a Rembrandt di poter entrare a bottega presso di lui, ma che questi si fosse rifiutato per non far torto al suo amico Roghman.
L'influenza esercitata su di lui da Roghman e Looten si può notare principalmente nel grande quadro L'Arca di Noè. Nel periodo della maturità le sue opere, invece, presentano somiglianze con quelle di Herman Saftleven II, sia nel colore, che nei soggetti. Griffier dipinse infatti una serie di vedute della regione del Reno, di piccole dimensioni, molto dettagliate e ben rifinite. La ricchezza compositiva e l'alta linea dell'orizzonte di queste opere ricordano i paesaggi fiamminghi dell'inizio del XVII secolo, in particolare quelli di Jan Brueghel. Dipinse inoltre vedute di parecchie città inglesi, tra cui Londra, Oxford, Gloucester e Windsor, eseguite in modo più rapido e meno particolareggiato delle precedenti.

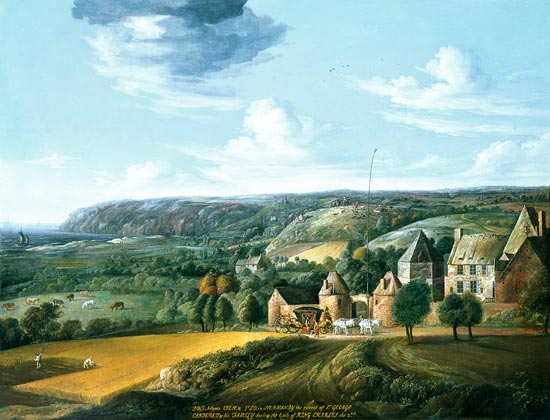
Veduta di le Portrel, dipartimento della Manica (Francia)

Nel 1677 entrò a far parte della Worshipful Company of Painter-Stainers di Londra, per cui dipinse un Paesaggio con rovine.
Fu anche un prolifico incisore, eseguendo un considerevole numero di tavole rappresentanti uccelli da Francis Barlow e ritratti da Godfrey Kneller e Peter Lely.
Nel 1695 rientrò nei Paesi Bassi, dove rimase per circa dieci anni visitando Rotterdam e l'intero paese in battello, prima di ritornare di nuovo a Londra, dove si era sposato e che era ormai diventata la sua patria d'adozione.
L'ultimo periodo della sua carriera artistica è caratterizzato da una più ampia scelta di soggetti dipinti, tra cui marine e paesaggi fantastici con grotte e figure.
Durante il periodo vissuto in Inghilterra, Griffier godette di buona fama e della protezione del Duca di Beaufort.
Fu suo allievo il figlio Robert, le cui prime opere non firmate sono difficilmente distinguibili da quelle del padre. Anche il nipote Jan Griffier II fu pittore paesaggista.

## Opere
- Veduta di le Potrel, 1650[6]
- Veduta di Blackfrairs e Ludgate Hill durante il grande incendio di Londra, 1675 c.[7]
- L'Arca di Noè, 400 x 400 cm, 1700, Bristol Museum & Art Gallery, Bristol[8]
- Il Tamigi a Horseferry Road, 1706[9]
- Veduta panoramica di Lambert Palace attraverso il Tamigi con figure in primo piano e St Paul's Cathedral sullo sfondo, olio su tela, 62 × 154 cm, 1709-1718, collezione privata[10]
- Veduta di Londra da Greenwich, 1710-1715, Museo nazionale d'arte della Romania, Bucarest[1]
- Divertimenti invernali, Koninklijk Museum voor Schone Kunsten, Anversa[11]
- Paesaggio con rovine
- Paesaggio estivo sul Reno e Paesaggio invernale sul Reno, 2 opere, olio su pannello, 51 x 63 cm, firmato[12]
- Veduta del fiume Mosa con barche e figure, olio su rame, 51,2 x 58,8 cm, firmato[13]
- Veduta del fiume Reno con contadini e barche in primo piano ed una città sullo sfondo, olio su pannello, 34 x 40,6 cm, firmato[14]
- Passaggio della dogana, Museo di belle Arti, Strasburgo[1]